# Municipio Morán (Lara)
Morán es un municipio ubicado al sur del Estado Lara, Venezuela. Limita al norte con el Municipio Torres, al sur con el Estado Portuguesa, al este con los Municipios Andrés Eloy Blanco y Jiménez y al oeste con el Estado Trujillo. El Municipio Morán tiene una superficie de 2 231 km² y 167 876 habitantes (censo 2017). Su capital es la ciudad El Tocuyo.
El Municipio Morán se encuentra dividido en ocho parroquias: Anzoátegui, Bolívar, Santa Cruz de Guárico —que no debe confundirse con el estado Guárico—, Hilario Luna y Luna, Humocaro Bajo, Humocaro Alto, La Candelaria y Morán. Su economía se fundamenta principalmente en la agricultura, con una marcada producción de café en las zonas montañosas del municipio. En el valle, por otro lado, predominan los cultivos de caña de azúcar y hortalizas, configurando un paisaje agrícola diverso y esencial para la región.

## Parroquias

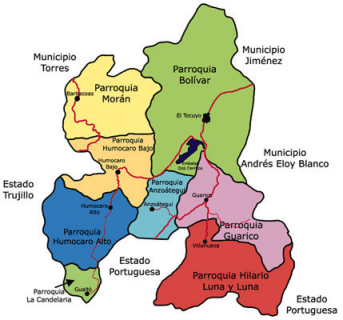
División administrativa.

1. Parroquia Anzoátegui
2. Parroquia Bolívar
3. Parroquia Guarico
4. Parroquia Hilario Luna y Luna
5. Parroquia Humocaro Bajo
6. Parroquia Humocaro Alto
7. Parroquia La Candelaria
8. Parroquia Morán

## Política y Gobierno

### Alcaldes
| Período     | Alcalde          | Partido político / Alianza | % de votos | Notas |
| ----------- | ---------------- | -------------------------- | ---------- | --- |
| 1989 - 1992 | Asterio Pérez    | COPEI                      | 37,94      | Primer alcalde bajo elecciones directas |
| 1992 - 1995 | Asterio Pérez    | COPEI                      | 44,33      | Reelecto |
| 1995 - 2000 | Radames Graterol | AD                         | -          | Segundo alcalde bajo elecciones directas (se realizaron elecciones generales adelantadas en el 2000 debido a la aprobación de la Constitución de 1999) |
| 2000 - 2004 | Pedro Alastre    | MVR                        | 54,24      | Tercer alcalde bajo elecciones directas |
| 2004 - 2008 | Pedro Alastre    | MVR                        | 60,64      | Reelecto |
| 2008 - 2013 | Fidel Palma      | ABRE BRECHA                | 47,16      | Cuarto alcalde bajo elecciones directas (se postergan 1 año las elecciones municipales pautadas para finales del 2012)                                 |
| 2013 - 2017 | Teodulo Medina   | PSUV                       | 50,63      | Quinto alcalde bajo elecciones directas |
| 2017 - 2021 | Gisela Rodríguez | PSUV                       | 71,54      | Sexto alcalde bajo elecciones directas |
| 2021 - 2025 | Félix Linares    | PSUV                       | 47,66      | Séptimo alcalde bajo elecciones directas |

### Concejo municipal
Período 1989 - 1992
| Concejales:             | Partido político / Alianza |
| ----------------------- | -------------------------- |
| Paul Reinaldo García    | COPEI                      |
| Amilcar Bello           | COPEI                      |
| Dionisio Fuentes Díaz   | COPEI                      |
| Manuel Torrealba        | COPEI                      |
| Ohio Ramos de Rodríguez | COPEI                      |
| Francisco Torres        | AD                         |
| Abraham Maduro          | AD                         |
| Coromoto Pérez          | AD                         |
| Francisco Escalona      | MAS                        |

Período 1992 - 1995
| Concejales:             | Partido político / Alianza |
| ----------------------- | -------------------------- |
| Pausides Piedra         | COPEI                      |
| Jhonny Carrillo         | COPEI                      |
| Paul Reinaldo García    | COPEI                      |
| Cipriano Pérez          | COPEI                      |
| Dionisio Fuentes        | COPEI                      |
| Ohio Ramos de Rodríguez | COPEI                      |
| Jorge Gil               | AD                         |
| Mireya Mendoza          | AD                         |
| Jacier Arzola           | MAS                        |

Periodo 1995 - 2000
| Concejales:             | Partido político / Alianza |
| ----------------------- | -------------------------- |
| José Garrido            | CONVERGENCIA               |
| José Linares            | CONVERGENCIA               |
| German Chavez           | CONVERGENCIA               |
| Amilcar Bello           | CONVERGENCIA               |
| Pastora Peréz           | AD                         |
| Clara Gil               | AD                         |
| Ohio Ramos de Rodríguez | COPEI                      |
| Constantino Montesinos  | COPEI                      |
| Francisco Escalona      | MAS                        |

Período 2013 - 2018:
| Concejales       | Partido político / Alianza |
| ---------------- | -------------------------- |
| Natali Rodríguez | PSUV                       |
| Arthur Goyo      | PSUV                       |
| Juan Araujo      | PSUV                       |
| Carlos Rodríguez | PSUV                       |
| Freddy López     | PSUV                       |
| Willian Yanez    | PSUV                       |
| Gladys Angulo    | PSUV                       |
| Félix Linares    | PSUV                       |
| Franklin Navas   | MUD                        |

Período 2018 - 2021
| Concejales         | Partido político / Alianza |
| ------------------ | -------------------------- |
| Josefina Rodríguez | PSUV                       |
| Cesar Colmenares   | PSUV                       |
| Carlos Rodríguez   | PSUV                       |
| Felix Linares      | PSUV                       |
| Oriana Pérez       | PSUV                       |
| Monica Morales     | PSUV                       |
| Gladys Angulo      | PSUV                       |
| Elsy Calle         | PSUV                       |
| Rafael Anzola      | PSUV                       |

Período 2021 - 2025
| Concejales       | Partido político / Alianza |
| ---------------- | -------------------------- |
| Rafael Anzola    | PSUV                       |
| Aurelys Toledo   | PSUV                       |
| Fredy López      | PSUV                       |
| Monica Morales   | PSUV                       |
| Maritza Camacaro | PSUV                       |
| Cesar Colmenarez | PSUV                       |
| Aurelys Escalona | PSUV                       |
| Carlos Yepez     | EL CAMBIO                  |
| Erika Vargas     | AP                         |

## Relacionados
- Lista de municipios de Venezuela
- Cascada del Vino